# Qīāsīyeh
Qīāsīyeh (persiska: قياسيّه, قِياسيِّه, قياسِه, كَيَسَ) är en ort i Iran.   Den ligger i provinsen Zanjan, i den nordvästra delen av landet, 250 km väster om huvudstaden Teheran. Qīāsīyeh ligger 1 879 meter över havet och antalet invånare är 273.
Terrängen runt Qīāsīyeh är kuperad åt sydväst, men åt nordost är den platt. Terrängen runt Qīāsīyeh sluttar norrut.Runt Qīāsīyeh är det ganska tätbefolkat, med 80 invånare per kvadratkilometer. Närmaste större samhälle är Solţānīyeh, 7,4 km norr om Qīāsīyeh. Trakten runt Qīāsīyeh består i huvudsak av gräsmarker.